# David Harbour
David Harbour (New York, 1975. április 10. –) amerikai színész.
Karrierje kezdetén több Broadway-beli darabban is szerepelt, köztük a 2005-ben bemutatott Nem félünk a farkastól című drámában. A színdarabban nyújtott teljesítményéért Tony-díjra jelölték. 2016-ban szerepet kapott a Netflixen indult Stranger Things című sci-fi-horrorsorozatban. Jim Hopper megformálásáért 2017-ben megszerezte első Primetime Emmy-jelölését legjobb férfi mellékszereplő (drámasorozat) kategóriában.

## Fiatalkora
Harbour az egyesült államokbeli New Yorkban született.
Az armonki Byram Hills High School tanulója volt, ahova olyan színészekkel járt együtt, mint Sean Maher és Eyal Podell. 1997-ben szerzett diplomát a hanoveri Dartmouth College-on.

## Pályafutása
Harbour első komolyabb Broadway-beli színházi szerepét 1999-ben kapta meg a The Rainmaker darabban. Ugyanabban az évben mutatkozott be a televíziók képernyőjén is az Esküdt ellenségek egyik epizódjában, amelyben egy pincért játszott. 2002-ben a sorozat spin-offjában, az Esküdt ellenségek: Különleges ügyosztályban ismét feltűnt egy epizód erejéig. Roger Anderson karakterében többször feltűnt az ABC csatorna Pan Am című sorozatában. 2005-ben a Nem félünk a farkastól című Edward Albee drámában nyújtott alakításáért Tony-díjra jelölték.
Ismertebb szerepei továbbá Gregg Beam A Quantum csendje című filmben, valamint Shep Campbell A szabadság útjai című filmdrámában. 2009-ben sok kritikus dicséretét kiérdemelte Paul Devildis alakításáért az Esküdt ellenségek: Bűnös szándék című krimisorozatban. Szerepet kapott még a Túl a barátságon, a Zöld darázs, Az utolsó műszak és a Between Us című filmekben. 2012-ben kisebb szerepben feltűnt a Sherlock és Watson című krimisorozatban. 2012 és 2014 között Elliot Hirsch karakterét játszotta a Híradósok című drámasorozatban. 2014-ben Dr. Reed Akley szerepében többször feltűnt a Manhattan című sorozat első évadában.
2016-tól kezdve Jim Hoppert alakítja a Netflixen indult Stranger Things című kritikailag is elismert websorozatban. 2017-ben színésztársaival együtt Screen Actors Guild-díjat nyert a legjobb szereplőgárda (drámasorozat) kategóriában.

## Filmográfia

### Film
| Év   | Magyar cím                                                | Eredeti cím                                    | Szerep                                 | Magyar hang          |
| ---- | --------------------------------------------------------- | ---------------------------------------------- | -------------------------------------- | -------------------- |
| 2004 | Kinsey                                                    | Kinsey                                         | Robert Kinsey                          |                      |
| 2005 | Az utolsó vallomás                                        | Confess                                        | McAllister FBI-ügynök                  |                      |
| 2005 | Brokeback Mountain – Túl a barátságon                     | Brokeback Mountain                             | Randall Malone                         | Forgács Péter        |
| 2005 | Brokeback Mountain – Túl a barátságon                     | Brokeback Mountain                             | Randall Malone                         | Csankó Zoltán        |
| 2005 | Világok harca                                             | War of the Worlds                              | dokkmunkás                             |                      |
| 2006 | Hétvégi esküvő                                            | The Wedding Weekend                            | David                                  |                      |
| 2007 | Éberség                                                   | Awake                                          | Drakula                                | Hegedűs Miklós       |
| 2008 | A szabadság útjai                                         | Revolutionary Road                             | Shep Campbell                          | Oberfrank Pál        |
| 2008 | A Quantum csendje                                         | Quantum of Solace                              | Gregg Beam                             | Scherer Péter        |
| 2009 | A dolgok állása                                           | State of Play                                  | PointCorp bennfentes                   | Földi Tamás          |
| 2010 | Minden nap                                                | Every Day                                      | Brian                                  | Bordás János         |
| 2011 | Zöld darázs                                               | The Green Hornet                               | Frank Scanlon                          | Haás Vander Péter    |
| 2011 | W. E. – Országomat egy nőért                              | W.E.                                           | Ernest Simpson                         | Bordás János         |
| 2011 | Vékony jég                                                | Thin Ice                                       | Bob Egan                               | Kautzky Armand       |
| 2012 | Az utolsó műszak                                          | End of Watch                                   | Van Hauser                             | Bozsó Péter          |
| 2012 |                                                           | Between Us                                     | Joel                                   |                      |
| 2012 | Késpárbaj                                                 | Knife Fight                                    | Stephen Green                          | Papp Dániel          |
| 2013 | Csapda                                                    | Snitch                                         | Jay Price                              | Csankó Zoltán        |
| 2013 | Félelmetes nap                                            | Parkland                                       | James Gordon Shanklin                  | Király Attila        |
| 2014 |                                                           | X/Y                                            | Todd                                   |                      |
| 2014 | Sírok között                                              | A Walk Among the Tombstones                    | Ray                                    | Széles Tamás         |
| 2014 | A védelmező                                               | The Equalizer                                  | Frank Masters                          | Király Attila        |
| 2015 | Fekete mise                                               | Black Mass                                     | John Morris                            | Kálid Artúr          |
| 2016 | Suicide Squad – Öngyilkos osztag                          | Suicide Squad                                  | Dexter Tolliver                        | Tokaji Csaba         |
| 2017 | Álmatlanság                                               | Sleepless                                      | Doug Dennison                          | Szabó Sipos Barnabás |
| 2018 |                                                           | Human Affairs                                  | Ronnie                                 |                      |
| 2019 | Frankenstein szörnyének szörnye, Frankenstein (rövidfilm) | Frankenstein's Monster's Monster, Frankenstein | David Harbour III / Jr. / Frankenstein |                      |
| 2019 | Hellboy                                                   | Hellboy                                        | Hellboy                                | Varga Rókus          |
| 2020 | Tyler Rake: A kimenekítés                                 | Extraction                                     | Gaspar                                 | Debreczeny Csaba     |
| 2021 | Semmi hirtelen mozdulat                                   | No Sudden Move                                 | Matt Wertz                             | Széles Tamás         |
| 2021 | Fekete Özvegy                                             | Black Widow                                    | Alekszej Szosztakov / Vörös Őr         | Király Attila        |
| 2022 | Vérapó                                                    | Violent Night                                  | Santa Claus                            | Debreczeny Csaba     |
| 2023 | Szellem van a házunkban                                   | We Have a Ghost                                | Ernest                                 | eredeti hangon       |
| 2023 | Gran Turismo                                              | Gran Turismo                                   | Jack Salter                            | Király Attila        |
| 2024 | Haláli állatok hajnala                                    | Night of the Zoopocalypse                      | Dan (hangja)                           | Szabó Sipos Barnabás |
| 2025 | A melós                                                   | A Working Man                                  | Gunny Lefferty                         | Király Attila        |
| 2025 | Mennydörgők*                                              | Thunderbolts                                   | Alekszej Szosztakov / Vörös Őr         | Király Attila        |
| 2026 |                                                           | Goat                                           | Archie Everhardt (hangja)              |                      |
| 2026 |                                                           | Avengers: Doomsday                             | Alekszej Szosztakov / Vörös Őr         |                      |

### Televízió
| Év        | Magyar cím                               | Eredeti cím                       | Szerep                                | Megjegyzések                                     |
| --------- | ---------------------------------------- | --------------------------------- | ------------------------------------- | ------------------------------------------------ |
| 1999–2008 | Esküdt ellenségek                        | Law & Order                       | Mike / Jay Carlin                     | 2 epizód                                         |
| 2002      | Esküdt ellenségek: Különleges ügyosztály | Law & Order: Special Victims Unit | Terry Jessup                          | 1 epizód                                         |
| 2003      | Hack – Mindörökké zsaru                  | Hack                              | Christopher Clark                     | 1 epizód                                         |
| 2004–2009 | Esküdt ellenségek: Bűnös szándék         | Law & Order: Criminal Intent      | Wesley John Kenderson / Paul Devildis | 2 epizód                                         |
| 2006      | Nem szentírás                            | The Book of Daniel                | Kevin Warwick                         | 1 epizód                                         |
| 2009      | Hazudj, ha tudsz!                        | Lie to Me                         | Frank Ambrose                         | 1 epizód                                         |
| 2009      | Luxusdoki                                | Royal Pains                       | Dan Samuels                           | 1 epizód                                         |
| 2011–2012 |                                          | Pan Am                            | Roger Anderson                        | 6 epizód                                         |
| 2012      |                                          | Midnight Sun                      | Ethan Davies                          | eladatlan NBC próbaepizód                        |
| 2012      |                                          | Blue                              | Cooper                                | websorozat (3 epizód)                            |
| 2012–2014 | Híradósok                                | The Newsroom                      | Elliot Hirsch                         | 10 epizód                                        |
| 2013      | Sherlock és Watson                       | Elementary                        | Dr. Mason Baldwin                     | 1 epizód                                         |
| 2014      |                                          | Rake                              | David Potter                          | 11 epizód                                        |
| 2014      |                                          | Manhattan                         | Dr. Reed Akley                        | 10 epizód                                        |
| 2014–2015 | Az elnök árnyékában                      | State of Affairs                  | David Patrick                         | - 13 epizód - magyar hangja: - Galambos Péter    |
| 2015–2016 | Banshee                                  | Banshee                           | Robert Dalton                         | - két epizód - magyar hangja: - Jakab Csaba      |
| 2016      |                                          | Crisis in Six Scenes              | Vic                                   | 1 epizód                                         |
| 2016–     | Stranger Things                          | Stranger Things                   | Jim Hopper                            | - főszereplő - magyar hangja: - Debreczeny Csaba |
| 2018      | Tömény történelem                        | Drunk History                     | Vietnam Memorial Head                 | 1 epizód                                         |
| 2018      | Állatok                                  | Animals                           | Hawk (hangja)                         | 1 epizód                                         |
| 2019      |                                          | El Hormiguero 3.0                 | önmaga (vendég)                       | 1 epizód                                         |
| 2019      | Saturday Night Live                      | Saturday Night Live               | önmaga (házigazda)                    | 1 epizód                                         |
| 2020      | A Simpson család                         | The Simpsons                      | Fred Kranepool (hangja)               | 1 epizód                                         |
| 2021      | Green család a nagyvárosban              | Big City Greens                   | Rick (hangja)                         | 1 epizód                                         |
| 2021      | A Q-egység                               | Q-Force                           | Rick Buck ügynök (hangja)             | - 10 epizód - magyar hangja: - Varga Rókus       |
| 2021      | Star Wars: Látomások                     | Star Wars: Visions                | Tajin (hangja)                        | 1 epizód                                         |
| 2021      | Marvel Studios: Betekintés               | Marvel Studios: Assembled         | önmaga                                | 1 epizód                                         |
| 2024      | Mi lenne, ha…?                           | What If...?                       | Alexei Shostakov / Vörös Őr (hangja)  | - 1 epizód - magyar hangja: - Király Attila      |
| 2024–2025 | Különc Kommandó                          | Creature Commandos                | Eric Frankenstein (hangja)            | - főszereplő - magyar hangja: - Schneider Zoltán |

## Díjak és jelölések
| Év   | Díj                            | Kategória                                                                                  | Jelölés tárgya         | Eredmény | Forr.  |
| ---- | ------------------------------ | ------------------------------------------------------------------------------------------ | ---------------------- | -------- | ------ |
| 2005 | Tony-díj                       | Legjobb férfi mellékszereplő színdarabban                                                  | Nem félünk a farkastól | Jelölve  | [ 11 ] |
| 2017 | Screen Actors Guild-díj        | Legjobb szereplőgárda (drámasorozat)                                                       | Stranger Things        | Elnyerte | [ 12 ] |
| 2017 | Fangoria Chainsaw Awards       | Legjobb férfi mellékszereplő (TV)                                                          | Stranger Things        | Jelölve  | [ 13 ] |
| 2017 | Primetime Emmy-díj             | Legjobb férfi mellékszereplő (drámasorozat)                                                | Stranger Things        | Jelölve  | [ 14 ] |
| 2018 | Critics' Choice Television-díj | Legjobb férfi mellékszereplő (drámasorozat)                                                | Stranger Things        | Elnyerte | [ 15 ] |
| 2018 | Golden Globe-díj               | Legjobb férfi mellékszereplőnek (televíziós sorozat, televíziós minisorozat vagy tévéfilm) | Stranger Things        | Jelölve  | [ 16 ] |
| 2018 | Screen Actors Guild-díj        | Legjobb szereplőgárda (drámasorozat)                                                       | Stranger Things        | Jelölve  | [ 17 ] |
| 2018 | Screen Actors Guild-díj        | Legjobb színész (drámasorozat)                                                             | Stranger Things        | Jelölve  | [ 17 ] |
| 2018 | Primetime Emmy-díj             | Legjobb férfi mellékszereplő (drámasorozat)                                                | Stranger Things        | Jelölve  | [ 18 ] |
| 2020 | Screen Actors Guild-díj        | Legjobb szereplőgárda (drámasorozat)                                                       | Stranger Things        | Jelölve  | [ 19 ] |
| 2020 | Screen Actors Guild-díj        | Legjobb színész (drámasorozat)                                                             | Stranger Things        | Jelölve  | [ 19 ] |
| 2020 | Arany Málna díj                | Legrosszabb férfi főszereplő                                                               | Hellboy                | Jelölve  | [ 20 ] |

## Fordítás
- Ez a szócikk részben vagy egészben  a   David Harbour című angol Wikipédia-szócikk fordításán alapul.  Az eredeti cikk szerkesztőit annak laptörténete sorolja fel. Ez a jelzés csupán a megfogalmazás eredetét és a szerzői jogokat jelzi, nem szolgál a cikkben szereplő információk forrásmegjelöléseként.